# Tam Kỳ
Tam Kỳ est le chef-lieu de la province de Quảng Nam au Viêt Nam. Cette ville est le centre administratif, commercial de la province. La ville est une base commerciale importante entre zone économique libre de Chu Lai, la ville se trouve à 40 km au nord de la raffinerie de Dung Quất. La superficie: 100,26 km² (2016), la population est de 140.000 habitants (2016).
La ville est servie par l'aéroport de Chu Lai et gare de Tam Kỳ.